# Lissothuria nutriens
Lissothuria nutriens is een zeekomkommer uit de familie Psolidae. De wetenschappelijke naam van de soort werd in 1901 gepubliceerd door Clark.

## Beschrijving
Lissothuria nutriens is een helder roodoranje zeekomkommer die ongeveer 2 cm wordt. Het dorsale oppervlak heeft gelijkmatig verspreide, witte buisvoeten. Het onderste oppervlak of de voet is roze en heeft rijen witte buisvoeten. Om zijn mond heen heeft hij 2 kleine en 8 grote rozerode dendritische tentakels. Het vlees rond zijn mond bevat een paar platen. Deze zeekomkommer voedt zich met plankton en haalt ook voedingsstoffen uit de omringende modder.

## Verspreiding en leefgebied
De zeekomkommer Lissothuria nutriens kan worden gevonden in getijdenpoelen langs een groot deel van de kust van Californië, van de baai van Monterey tot zo ver noordelijk als Point Arena-Stornetta Public Lands.